# Distylium chinense
Distylium chinense là một loài thực vật có hoa trong họ Hamamelidaceae. Loài này được (Franch. ex Hemsl.) Diels miêu tả khoa học đầu tiên năm 1900.